# Yagnier Hernández
Yagnier Hernández Silven (ur. 14 maja 1983) – kubański zapaśnik w stylu klasycznym. Olimpijczyk z Pekinu 2008, gdzie zajął piąte miejsce w wadze do 55 kg
Dwunasty na mistrzostwach świata w 2007.  Złoto na igrzyskach panamerykańskich w 2007 i na mistrzostwach panamerykańskich w 2008 i 2011. Trzeci w Pucharze Świata w 2006; piąty w 2009 i 2011. Wicemistrz świata juniorów z 2003 roku.